# Henry Gross (álbum de 1973)
Henry Gross, conocido coloquialmente como The Yellow Album, es el segundo álbum homónimo del músico estadounidense Henry Gross. Fue publicado en noviembre de 1973 a través de A&M Records. Producido por Terry Cashman y Tommy West, el álbum se grabó en The Hit Factory, en la ciudad de Nueva York.

## Recepción de la crítica
Un escritor no especificado de la revista Cash Box declaró: “La segunda aventura de Henry es un ejercicio muy capaz en el floreciente arte de tocar y cantar rock'n'roll en su máxima expresión. Acompañado por una gran cantidad de intérpretes de estudio consumados, entre ellos los productores Terry Cashman y Tommy West, Henry tiene el control total del álbum desde el corte de apertura, «Simone», hasta la composición juguetona y erótica de Art Williams, «Sweet Sassafras», en el que Eric Weissberg toca el violín. «Skin King», «How I'm Gonna Love You» y la dulce balada «With the Sleep in My Eyes» reflejan el enfoque maduro de Henry a la hora de escribir canciones, que es una característica inconfundible de este valioso LP”. Un escritor no especificado de la revista Billboard describió Henry Gross como un “set debut excepcionalmente bien hecho que pasa del rock a baladas como «The Ever Lovin' Days» de este cantante de dulce voz”. Un escritor no especificado de la revista Record World declaró: “El primer álbum de A&M del artista es un triunfo de excelentes canciones, excelente producción de Cashman y West y vocalizaciones verdaderamente espectaculares de este ex Sha Na Na. Elegir un sencillo será difícil porque hay media docena de canciones que podrían abrirse de par en par”.

## Lista de canciones
Todas las canciones escritas y compuestas por Henry Gross, excepto donde esta anotado.
Lado uno
1. «Simone» – 4:30
2. «Come On Say It» – 3:32
3. «The Ever Lovin' Days» – 2:13
4. «Lay Your Love Down» – 3:49
5. «Meet Me on the Corner» (Rod Clements) – 3:21

Lado dos
1. «How I'm Gonna Love You» – 3:32
2. «With the Sleep in My Eyes» – 3:59
3. «Fly Away» – 3:06
4. «Skin King» – 3:46
5. «Sweet Sassafras» (Art Williams) – 3:50

## Créditos y personal
Créditos adaptados desde las notas de álbum de Henry Gross.
| Lado uno 1. «Simone» - Henry Gross – guitarra eléctrica y acústica - Stu Woods – bajo eléctrico - Steve Gadd – batería - Tommy West – piano - Arnie Lawrence – flauta - Tasha Thomas, Marty Nelson, Tyrone Babbozza – coros 2. «Come On Say It» - Henry Gross – guitarra eléctrica y acústica, coros - Stu Woods – bajo eléctrico - Steve Gadd – batería - Tommy West – piano - George Devens – percusión - Marly Nelson, Tyrone Babbozza – coros 3. «The Ever Lovin' Days» - Henry Gross – guitarra acústica, coros - Joe Macho – bajo eléctrico - Eric Weissberg – violín - Michael Kamen – sintetizador ARP - Rondo Rappone, Tyrone Babbozza, Zelda Gross – coros 4. «Lay Your Love Song Down» - Henry Gross – guitarra eléctrica y acústica - Stu Woods – bajo eléctrico - Steve Gadd – batería - Alan Schwartzberg – percusión - Michael Kamen – sintetizador ARP - Dave Sanborn – saxofón alto - Terence Minogue – arreglos de trompa, conductor 5. «Meet Me on the Corner» - Henry Gross – guitarra eléctrica y acústica, coros - Joe Macho – bajo eléctrico - Alan Schwartzberg – batería, rodillas y regazo - Michael Kamen – sintetizador ARP - Tommy West – piano eléctrico - Eric Weissberg – banjo - Rondo Rappone, Tyrone Babbozza – coros | Lado dos 1. «How I'm Gonna Love You» - Henry Gross – guitarra eléctrica y acústica, slide guitar, coros - Stu Woods – bajo eléctrico - Steve Gadd – batería - Tommy West – piano - George Devens – percusión - Marty Nelson, Tyrone Babbozza – coros 2. «With the Sleep in My Eyes» - Henry Gross – guitarra eléctrica y acústica - Joe Macho – bajo eléctrico - Alan Schwartzberg – batería - Michael Kamen – sintetizador ARP - Rondo Rappone, Tyrone Babbozza – coros 3. «Fly Away» - Henry Gross – guitarra acústica, coros - Joe Macho – bajo eléctrico - Alan Schwartzberg – bombo - Gene Bianco – arpa - Tommy West – clavecín - Terence Minogue – arreglos, conductor 4. «Skin King» - Henry Gross – guitarra eléctrica y acústica - Joe Macho – bajo eléctrico - Steve Gadd – batería - Alan Schwartzberg – percusión 5. «Sweet Sassafras» - Henry Gross – guitarra acústica - Joe Macho – bajo eléctrico - Eric Weissberg – violín tradicional - Michael Kamen – tuba |

Personal técnico
- Terry Cashman – productor
- Tommy West – productor
- Terence P. Minogue – productor asistente
- Bruce Tergesen – ingeniero de audio, mezclas
- Blaise Castellano – ingeniero asistente
- Corky Stasiak – ingeniero asistente
- Tom English – ingeniero asistente
- Dave Masson – ingeniero asistente
- Roland Young – director artístico

## Posicionamiento
| Gráfica (1974)                                        | Pico de posición |
| ----------------------------------------------------- | ---------------- |
| Estados Unidos (Billboard Bubbling Under the Top LPs) | 204              |